# Lac Dufault
Lac Dufault är en sjö i Kanada.   Den ligger i regionen Abitibi-Témiscamingue och provinsen Québec, i den sydöstra delen av landet, 400 km nordväst om huvudstaden Ottawa. Lac Dufault ligger 293 meter över havet. Arean är 25,6 kvadratkilometer. Den sträcker sig 8,6 kilometer i nord-sydlig riktning, och 7,3 kilometer i öst-västlig riktning.
I omgivningarna runt Lac Dufault växer i huvudsak blandskog. Runt Lac Dufault är det ganska glesbefolkat, med 42 invånare per kvadratkilometer.